# 迈克·拜森
迈克·拜森，是卡普空游戏快打旋風系列的人物，角色形象來自麥克·泰森。最初在《街頭霸王II －世界勇士－》登場。
拜森作为一个非裔美国职业拳击手出现。他的主要着装是红色拳击手套。
在《街头霸王系列》15周年的活动中，拜森被选为卡普空85个角色中的第18位。IGN将其列为《街头霸王系列》人物第15位。